# Albatros becgroc del Pacífic
L'albatros becgroc del Pacífic (Thalassarche carteri) és un gran ocell marí de la família dels diomedeids (Diomedeidae) que habita als Oceans Meridionals. Antany era considerat una subespècie de Thalassarche chlororhynchos.
És un ocell d'hàbits pelàgics que cria a les illes Amsterdam, Crozet, Kerguelen, Sant Pau i les illes del Príncep Eduard i es dispersa per l'Índic meridional i l'extrem occidental del Pacífic Sud.